# Internationales Kriegs- und Friedensmuseum in Luzern

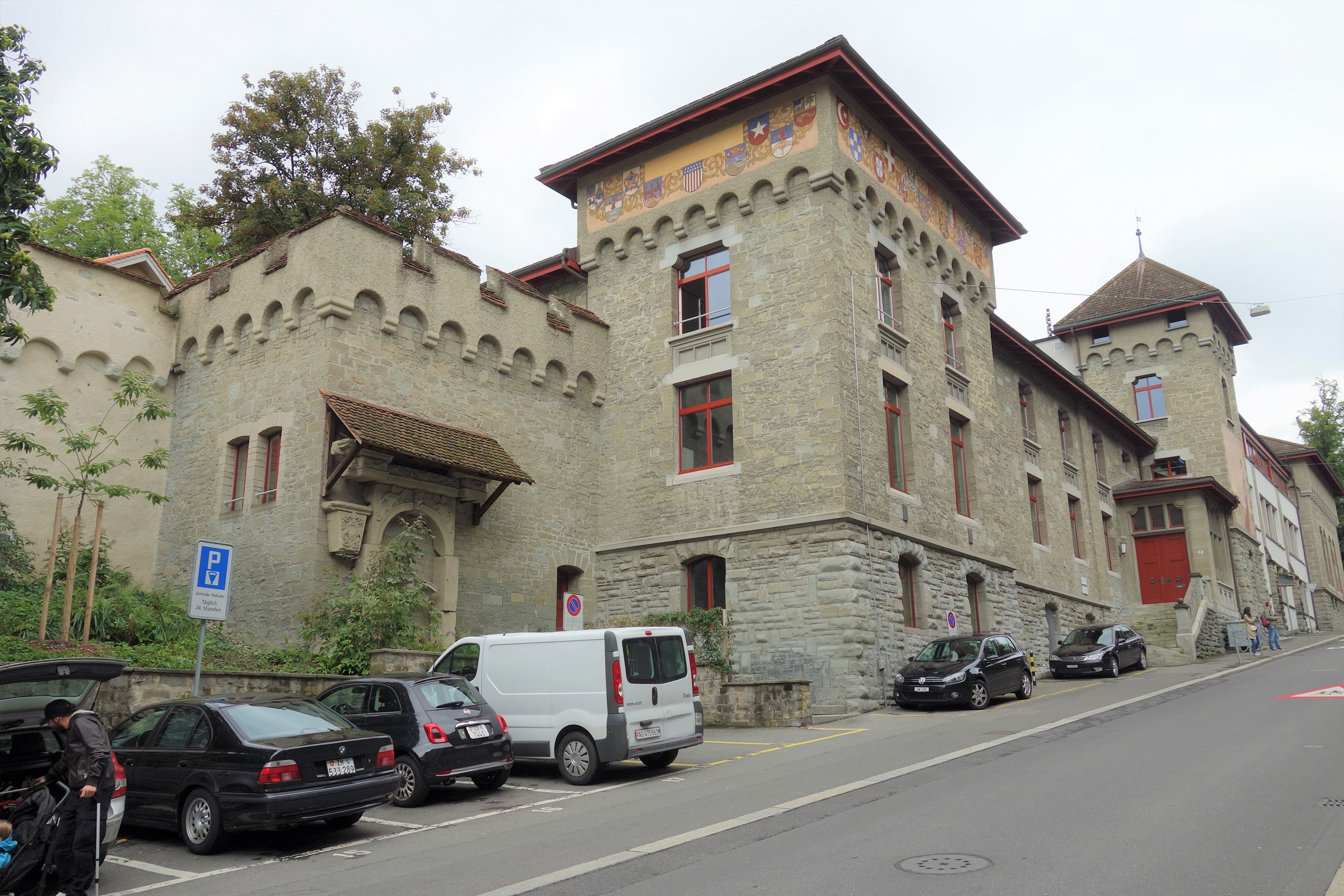
Friedensmuseum Luzern von 1910

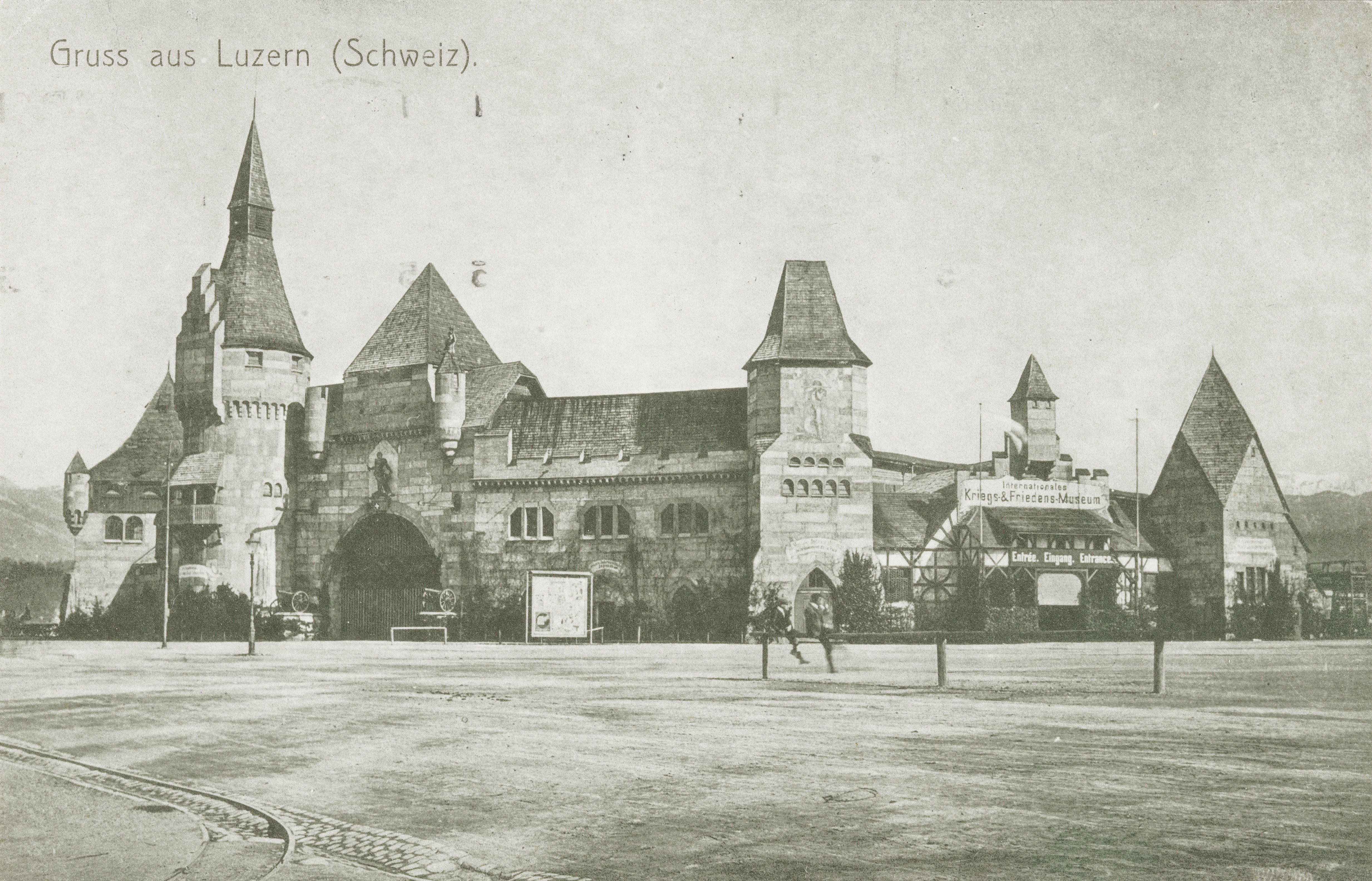
Friedensmuseum Luzern von 1902

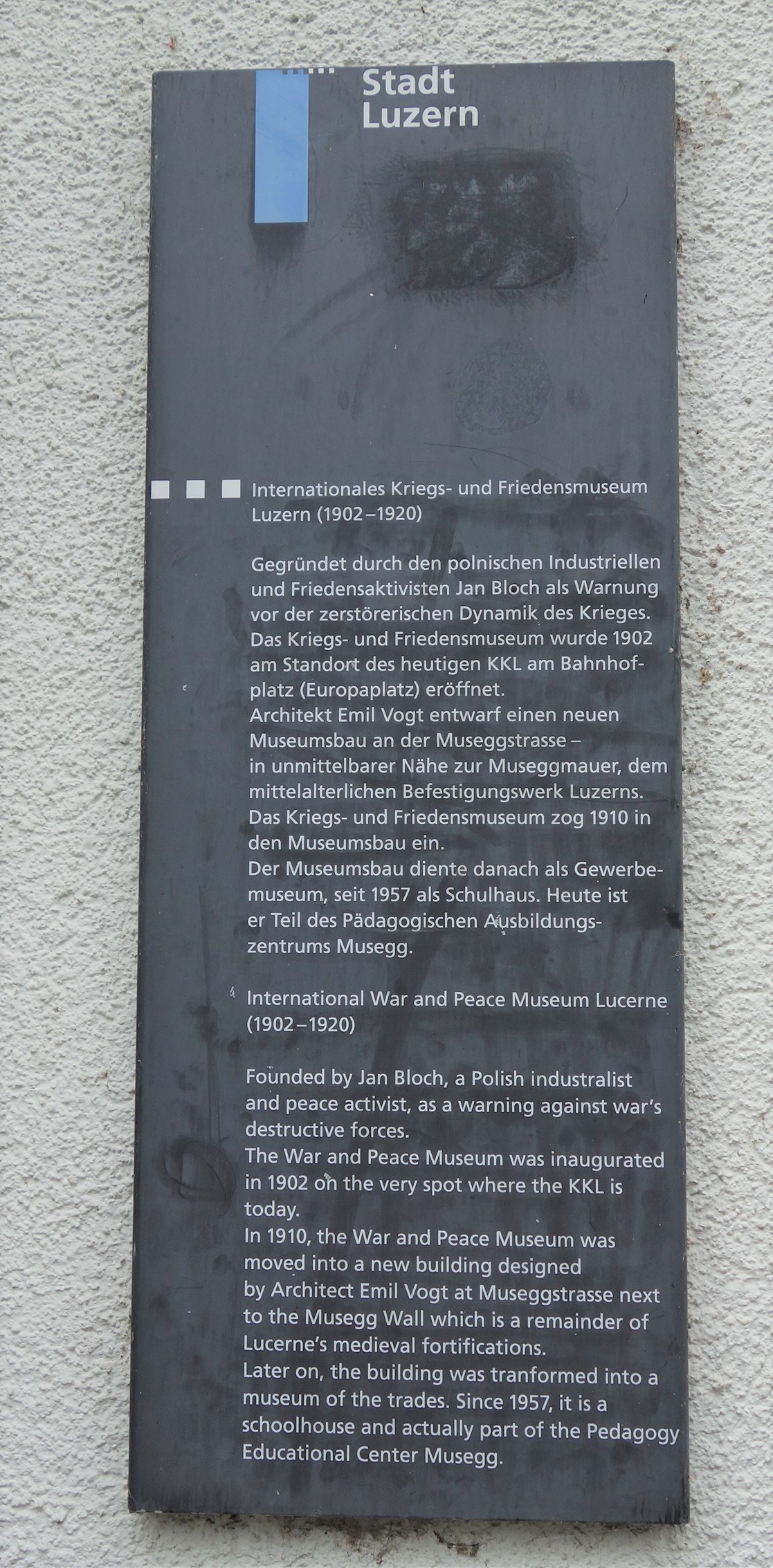
Friedensmuseum – Infotafel

Das Internationale Kriegs-  und  Friedensmuseum (engl. Museum of War and Peace in Lucerne; frz. Musée Guerre et Paix à Lucerne) in Luzern war ein von dem polnischen Industriellen und Pazifisten Jan Bloch 1902 in Luzern, Schweiz, gegründetes Museum. Es war das weltweit erste Friedensmuseum und bestand bis 1919.

## Provisorischer erster Standort
Die mittelalterlich anmutende «Burganlage» in der sich das Friedensmuseum befand, wurde 1901 als Festhütte für das Eidgenössische Schützenfest in Luzern erbaut. Dem Museum angeschlossen war der Verlag des Internationalen Kriegs- und Friedensmuseums. An diesem Standort befindet sich heute das Kultur- und Kongresszentrum Luzern (KKL).

## Neubau
Da der Standort des Museums nur für die Dauer des sechsjährigen Mietvertrags gesichert war, suchten Jan Bloch und seine Mitstreiter einen Bauplatz für den definitiven Standort des Museums. In der Museggstrasse hinter dem Dächliturm wurde es unter Leitung des Luzerner Architekten Emil Vogt erbaut. Der Bau war 1909 beendet und am Wochenende vom 16./17. Juli 1910 fand die Eröffnungsfeier stand.
Das ehemalige Museum an der Museggstrasse 9 ist heute Teil der Kantonsschule Musegg. Auf der Aussenfassade ist bis heute das allegorische Fresko Der letzte Krieger von Hans Zürcher und der Schriftzug PAX (lat. «Friede») zu sehen.

## Zitat
«Der Krieg wird gegen den Krieg zeugen»